# Perrier-Sifaka
Der Perrier-Sifaka (Propithecus perrieri) ist eine Primatenart aus der Familie der Indriartigen innerhalb der Lemuren. Bis vor kurzem galt er als Unterart des Diademsifakas.
Die Art ist nach dem französischen Botaniker William Joseph Marie Henri Alfred Perrier de la Bâthie benannt.

## Merkmale
Perrier-Sifakas erreichen eine Kopfrumpflänge von 43 bis 47 Zentimetern, eine Schwanzlänge von 42 bis 46 Zentimetern und ein Gewicht von 3,7 bis 5 Kilogramm, zählen also zu den mittelgroßen Sifakaarten. Ihr dichtes Fell ist einheitlich schwarz gefärbt, manchmal sind die Brust und der Bauch leicht rötlichbraun. Das Gesicht ist unbehaart und ebenfalls schwarz, die Augen sind orangerot, die kleinen Ohren teilweise im Fell verborgen.

## Verbreitung und Lebensraum

Verbreitungsgebiet des Perrier-Sifaka

Perrier-Sifakas kommen wie alle Lemuren nur auf Madagaskar vor. Sie haben das kleinste Verbreitungsgebiet aller Sifakas und bewohnen nur ein kleines Gebiet an der Nordspitze ihrer Heimatinsel zwischen den Flüssen Irodo und Lokia. Ihr Lebensraum sind trockene Wälder und sie sind bis in 400 Meter Seehöhe anzutreffen.

## Lebensweise
Diese Primaten sind tagaktiv. Sie halten sich meist auf den Bäumen auf, wo sie sich senkrecht kletternd und springend fortbewegen, kommen aber manchmal auf den Boden, um Lücken zwischen den Bäumen zu überqueren oder um zu trinken. Sie leben in kleinen Gruppen von zwei bis sechs Tieren, die sich aus einem oder mehreren Männchen, einem oder mehreren Weibchen und den gemeinsamen Jungtieren zusammensetzen. Sie bewohnen feste Territorien von rund 30 Hektar Größe. Ihre Nahrung besteht aus Blättern, unreifen Früchten, Knospen und Blüten. Im Juni oder Juli bringt das Weibchen meist ein einzelnes Jungtier zur Welt.

## Gefährdung
Zu den natürlichen Feinden der Perrier-Sifakas zählt die Fossa, die im Verbreitungsgebiet dieses Primaten relativ häufig ist. Die weitaus größere Bedrohung geht aber vom Menschen aus. Durch Brandrodungen und Abholzungen wird ihr Lebensraum verkleinert, hinzu kommt die Bejagung. Ihr gesamtes Verbreitungsgebiet umfasst weniger als 400 km², und die Gesamtpopulation wird von der IUCN auf weniger als 250 ausgewachsene Tiere geschätzt. Darum gilt die Art als „vom Aussterben bedroht“ (critically endangered).